# 와우 얼라이언스
와우 얼라이언스(영어: WOW Alliance)는 없어진 항공동맹이다. 화물 항공사를 대상으로 만들어진 항공 동맹으로 스타 얼라이언스 소속 항공사들이 멤버로 있었다.

## 역사
- 2000년 : 싱가포르 항공 카고, SAS 카고, 루프트한자 카고에 의해 설립.
- 2002년 : JAL CARGO 가입.
- 2009년 : 루프트한자 카고 탈퇴.
- 2010년 : 일본항공의 원월드 가입으로 인한 뒤틀림 현상으로 JAL CARGO 탈퇴.

## 같이 보기
- 스카이팀 카고